# Bibienne Pellegry
Erecthée Bibiena Mélanie Marie Pélégry, dite Bibienne Pellegry est une nageuse française née le 24 août 1899 à Gaillac et morte le 18 janvier 1989 à La Ciotat, spécialisée en nage libre. 

## Biographie

### Famille et formation
Bibienne Pellegry est la fille d'un d’un élu local et artiste peintre et est sage-femme de profession. 
Son frère Salvator Pellegry est lui aussi nageur et qualifié pour les jeux olympiques.

### Carrière sportive
Bibienne Pellegry est licenciée au Cercle des Nageurs de Marseille à partir de 1922 et elle prend part à la création de ce club.
Elle est médaillée aux Jeux olympiques féminins de 1922 à Monaco sur 100 mètres nage libre.
Elle est cinquième de la finale du relais 4x100 mètres nage libre aux Jeux olympiques d'été de 1924, et aux Jeux olympiques d'été de 1928.
En août 1922, elle est deuxième du 100 m nage libre aux championnats de France de natation. Les 14 et 15 juillet 1928, elle arrive deuxième du 100 m nage libre aux championnats de France de natation. Elle est troisième pour la même épreuve l’année suivante ainsi qu'au 400 m sur la même nage. En 1932, elle garde sa troisième place sur 100 m nage libre.
Le 13 juillet 1925 , elle bat le  record de France du 800 m nage libre à Toulon avec un temps de 14’55’’6.
Elle arrive première de la Traversée des ports à Marseille en août 1926. Elle termine troisième de la Traversée de Paris à la nage en 1928 (probablement quatrième des féminines l'année suivante).

## Vie privée
Elle se marie avec le nageur Gaston Boiteux en décembre 1928, avec lequel elle a quatre enfants (Marie-Thérèse, Henri, Robert et Jean), tous adeptes de la natation.